# 工藤元司郎
工藤 元司郎（くどう げんしろう、1944年1月1日 - ）は、東京都港区出身の元競輪選手、競輪評論家。日本競輪学校（当時。以下、競輪学校）第16期生。登録番号7098。現役時代は、晩年は日本競輪選手会茨城支部所属（デビュー時は全国競輪選手会東京支部所属）。
実父の工藤勝美も元競輪選手。義子の髙木和仁（76期。わこの姉の夫）は競輪選手、和仁の娘であり孫の髙木萌那（126期）は女子競輪選手。SPEEDチャンネルキャスターである工藤わこの実父。寺内大吉は芝高校時代の恩師。

## 経歴
進学校として知られる芝中学校・高等学校を卒業しながらも、家庭の事情により大学進学を諦め、競輪選手となる。競輪学校同期に群馬の稲村雅士がいる。
デビュー当初は東京登録であり、後楽園競輪場をホームバンクとした。初出走は1962年7月29日の平塚競輪場。
1970年の第23回日本選手権競輪（一宮競輪場）において、逃げる高原永伍の番手から直線で差して優勝。特別競輪の優勝はこれのみであったが、高原永伍のグランドスラム（特別全冠制覇）を阻止する形になったことから競輪史に残る一勝となった。
その後も名マーカーとして特別競輪（GI）などで活躍を見せたが、後楽園競輪場が休止された後は茨城へ移籍し、取手競輪場に拠点を移した。上記の同期である稲村雅士の他、岩手の阿部良二とも親しく、阿部は工藤のことをいつもアニキといって慕っていた。
1996年3月28日、選手登録消除。現役時代は通算573勝。
現在は評論家としてテレビ解説、新聞のコラム、執筆活動等で活躍中である。特に特別競輪における地上波の中継ではわことの親子共演も多い。

## 主な獲得タイトルと記録
- 1970年 - 日本選手権競輪（一宮競輪場）